# Suhor (Kostel, Slovenija)
Suhor je naselje u slovenskoj Općini Kostelu. Suhor se nalazi u pokrajini Dolenjskoj i statističkoj regiji Jugoistočnoj Sloveniji. 

## Stanovništvo
Prema popisu stanovništva iz 2002. godine naselje je imalo 0 stanovnika.